# Wolfgang Maria Czernin
Hrabě Wolfgang Maria Czernin z Chudenic (2. února 1766 – 21. prosince 1813) byl zakladatel vinořské větve českého šlechtického rodu Černínů z Chudenic.

## Život

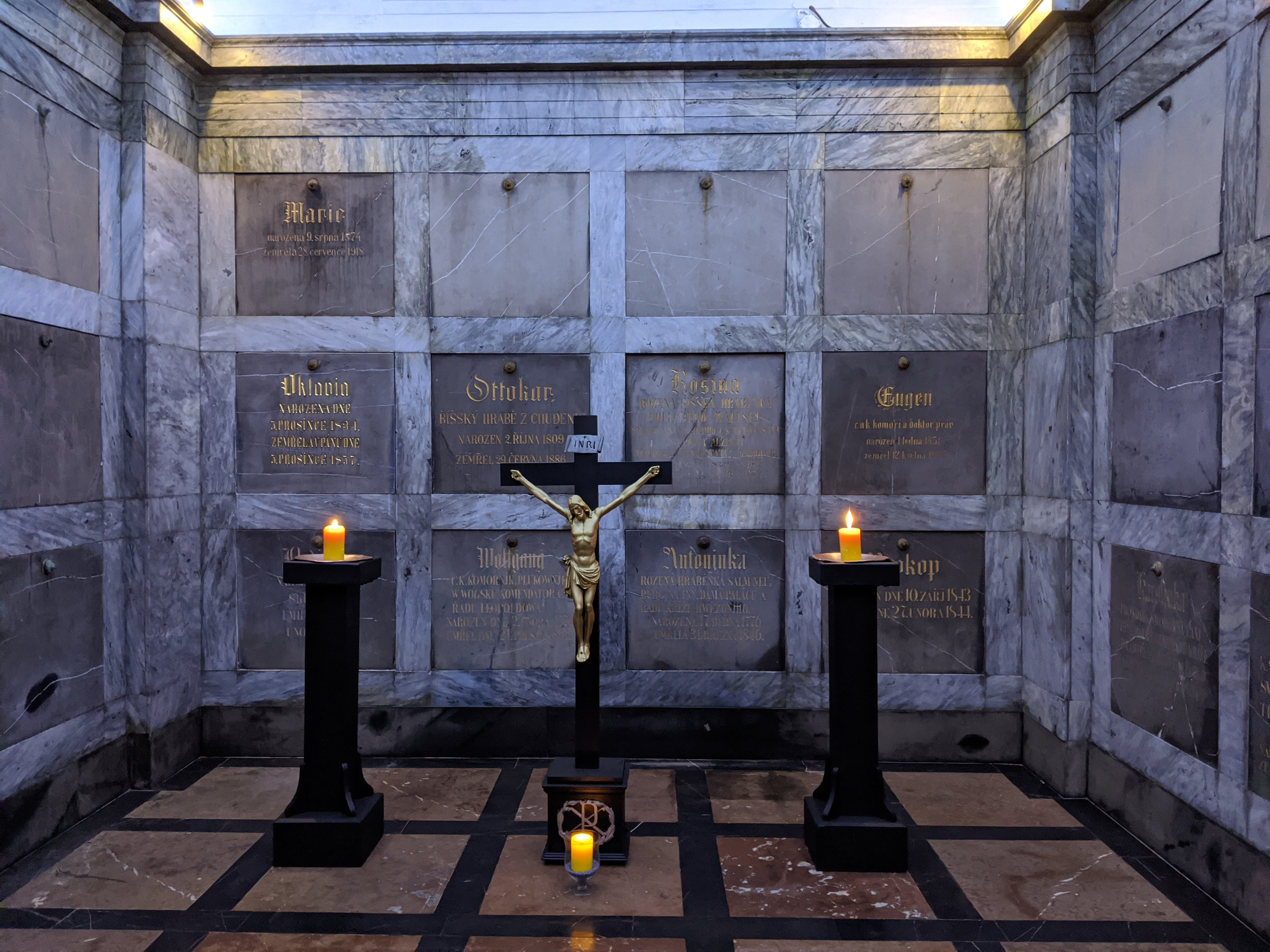
Náhrobek Wolfganga Marii v rodové hrobce Černínů z Chudenic na Vinořském hřbitově

Narodil se jako syn Prokopa Vojtěcha Františka Černína a jeho druhé manželky Marie Terezy Rajské z Dubnice a vnuk nejvyššího dvorského sudího Františka Josefa Černína.
Sloužil v armádě jako dobrovolník. Vyznamenal se ve válkách proti Turkům, zejména v roce 1790 u Kallefatu, kdy byl v čele útoku proti nepřátelskému táboru. Poté z armády vystoupil, ale několikrát byl znovu povolán do zbraně a pokaždé prokázal svou mimořádnou odvahu. A během napoleonských válek.
V roce 1797 založil vinořskou větev získáním smlouvy o odstoupení vinořského panství od hraběte Jana Rudolfa Černína z Chudenic.[zdroj?]
Od listopadu roku 1800 sloužil jako hlavní velitel pražského praporu a dosáhl hodnosti podplukovníka. Zúčastnil se bojů v roce 1805 jako velitel 1. českého praporu a roku 1809 jako plukovník a velitel 1. kouřimského zemského praporu. Poté byl přeložen k legii arcivévody Karla, s níž se zúčastnil bitvy u Wagramu, kde byl raněn. Za své zásluhy byl povýšen do hodnosti velícího plukovníka a obdržel velitelský kříž nově založeného Leopoldova císařského řádu za zásluhy.
Po vídeňském míru v říjnu 1809 a po rozpuštění jeho praporu odešel do penze. Zbytek svého života strávil na svých panstvích. Zemřel ve 47 letech. Byl pochován v rodové hrobce Černínů na Vinořském hřbitově.

## Rodina
Oženil se 7. října 1795 s hraběnkou Marií Antonii ze Salm-Neuburgu (16. 4. 1766 – 31. 3. 1840). Narodily se jim 3 děti:
- 1. Octavie (13. 12. 1802 – 11. 5. 1879)
  - ∞ (1. 6. 1837) Maximilian hrabě von Merveldt (8. 3. 1797 – 24. 5. 1849)
- 2. Marie Henrietta (12. 8. 1806, Praha – 20. 12. 1872 Kostelec nad Orlicí)
  - ∞ (10. 11. 1828 Vídeň) hrabě Josef Ervin Sidonius Kinský z Vchynic a Tetova (25. 10. 1806 – 17. 7. 1862)
- 3. Otakar Evžen (3. 10. 1809 Vídeň – 29. 6. 1886 Vinoř)
  - ∞ (1. 8. 1833, Praha) Rosina hraběnka z Colloredo-Wallsee (1. 8. 1815, Praha – 12. 2. 1874 tamtéž)[1]